# Daliyat el-Carmel
Daliyat el-Carmel (en hebreu, דאליית אל-כרמל; en àrab, دالية الكرمل) és un poble drus de gairebé 24.000 habitants que, juntament amb Isfiya, forma el municipi de Ciutat de Carmel, al districte de Haifa d'Israel.
Cap al segle xvii hi havia a la zona més de deu pobles drusos, que foren destruïts a principis del segle xix durant una rebel·lió. Només algunes dècades després els drusos van poder tornar-hi i quedar-s'hi.
Al contrari que els drusos que resideixen als alts del Golan, que se senten pertanyents a Síria, els drusos del Carmel donen suport a l'estat d'Israel. Són un dels grups de població que serveixen regularment a l'exèrcit israelià (tzahal), i molts pertanyen a les unitats especials. Junt amb ells, podem comptar amb els txerkessos i els beduïns, que també serveixen a tzahal.
Uns quants quilòmetres al sud de Daliyat el-Carmel hi ha el Muhraqa, un dels dos convents de monges carmelites que encara resten al mont Carmel.